# Geimhre
Geimhre is een Canadese blackmetalband met een anti-christelijke en nationaalsocialistische ideologie.

## Biografie
De band Geimhre (de naam betekent in het Goidelisch "winter") werd in 2001 opgericht als satanische blackmetalband. Al snel begon de ideologie nationaalsocialistische invloeden te vertonen. Als gevolg hiervan vertrok bassist Adrammelech en richtte in 2005 zijn eigen black-/trashmetalband Maniac op. Een eerste demo "Unholy Celtic Land" werd in eigen kring verspreid. De tweede demo "For the Blood of Hinterland" werd in 2002 opgenomen, maar werd door diverse problemen met platenlabels pas in 2005 uitgebracht. In 2004 kreeg de band internationale faam in de undergroundscene van de black metal: met hun demo "Cogadh" wisten zij zich in de scene te manifesteren. "Cogadh" was een typische NSBM-demo met typische RAC invloeden, gecombineerd met het melodische gitaarwerk uit de black metal en enkele folkinvloeden. Later in dat jaar bracht Geimhre een split EP uit met "Ad Hominem" een bekende Zwitserse NSBM-band. In 2005 zag nog een split het licht, dit keer een cd met landgenoten Shade. Ook het eerste studioalbum "Mollachd" werd in 2005 uitgebracht, en continueert de mix van RAC-punk met black metal en folk. Momenteel zit Geimhre weer in de studio's voor een tweede album.
In een interview heeft Geimhre aangegeven rauwe folk en RAC geïnspireerde black metal te spelen. Wat betreft hun ideologie staan ze voor "macht en de voortzetting van hun ras en erfenis van hun volk en land". Geihmre is "tegen mensen die verraad plegen tegen hun doel en zij die zich identificeren als hun vijanden door handelen of woorden". Muzikaal is Geimhre geïnspireerd door bands als "Absurd, Honor, Warhead, Temnozor, Forest, Hel, Sokyra Peruna en Skrewdriver".

## Bezetting
- Guerfaul - Vocalist
- Vintrtrol - Gitarist
- Wiatr - Gitarist
- Drekavac - Drummer
- Zamnaku - Bassist
- Morok - Gitarist

## Discografie

### Studioalbums en compilaties
- 2005 Mollachd
- 2007 Hinterland suthainN (compilatie)

### ep's, splits en singles
- 2004 split met Ad Hominem (We are the wolves you are the sheep)
- 2005 split met Shade (For the blood of Hinterland)

### Demo's
- 2001 Unholy Celtic Land
- 2004 Cogadh
- 2005 For the Blood of Hinterland